# 2003-as Teen Choice Awards
A 2003-as Teen Choice Awards a 2002-es év legjobb filmes, televíziós és zenés alakításait értékelte. A díjátadót 2003. augusztus 2-án tartották a kaliforniai Universal Amphitheatreben, a műsor házigazdája David Spade volt. A ceremóniát a Fox televízióadó közvetítette élőben.

## Győztesek és jelöltek

### Filmek
Forrás:
| Legjobb dráma/akció-kalandfilm | Legjobb színész dráma/akció-kalandfilmben |
| --- | --- |
| - Mátrix – Újratöltve - 8 mérföld - Sorsdöntő nyár - Golyóálló szerzetes - Daredevil – A fenegyerek - Dobszóló - A Gyűrűk Ura: A két torony - X-Men 2. | - Eminem – 8 mérföld - Ben Affleck – Daredevil – A fenegyerek - Nick Cannon – Dobszóló - Vin Diesel – XXX és Túl mindenen - Colin Farrell – Daredevil – A fenegyerek és A fülke - Hugh Jackman – X-Men 2. - Keanu Reeves – Mátrix – Újratöltve - Elijah Wood – A Gyűrűk Ura: A két torony |
| Legjobb színésznő dráma/akció-kalandfilmben | Legjobb vígjáték |
| - Jennifer Aniston – Jóravaló feleség - Halle Berry – Halj meg máskor és X-Men 2. - Kate Bosworth – Sorsdöntő nyár - Jennifer Garner – Daredevil – A fenegyerek - Brittany Murphy – 8 mérföld - Jada Pinkett-Smith – Mátrix – Újratöltve - Queen Latifah – Chicago - Rebecca Romijn-Stamos – X-Men 2. | - Mindenütt nő - Ki nevel a végén? - Több a sokknál - Államfőnök - Jackass: A vadbarmok támadása - Kenguru Jack - Csáó, Lizzie! - A fehér csóka |
| Legjobb színész vígjátékban | Legjobb színésznő vígjátékban |
| - Jim Carrey – A minden6ó - Anthony Anderson – Kenguru Jack - Jamie Kennedy – A fehér csóka - Ashton Kutcher – Szakítópróba - Frankie Muniz – ÖcsiKém - Mike Myers – Austin Powers – Aranyszerszám - Chris Rock – Államfőnök - Adam Sandler – Ki nevel a végén? | - Queen Latifah – Több a sokknál - Jennifer Aniston – A minden6ó - Sandra Bullock – Két hét múlva örökké - Hilary Duff – Csáó, Lizzie! - Kate Hudson – Hogyan veszítsünk el egy pasit 10 nap alatt? - Jennifer Lopez – Álmomban már láttalak - Brittany Murphy – Szakítópróba - Reese Witherspoon – Mindenütt nő |
| Legjobb horror/thriller | Legjobb gonosz |
| - A kör - A sötétség leple - Álomcsapda - Végső állomás 2. - 1000 halott háza - Azonosság - A vörös sárkány - Jelek | - Colin Farrell – Daredevil – A fenegyerek - Christina Applegate – Flört a fellegekben - Candice Bergen – Mindenütt nő - Brian Cox – X-Men 2. - Richard Gere – Chicago - Christian Kane – Szakítópróba - Ian McKellen – X-Men 2. - Michael Michele – Hogyan veszítsünk el egy pasit 10 nap alatt? |
| Legjobb áttörő alakítást nyújtó színész | Legjobb áttörő alakítást nyújtó színésznő |
| - Eminem – 8 mérföld - Nick Cannon – Dobszóló - Michael Ealy – Birkanyírás és Halálosabb iramban - Colin Farrell – Beavatás, Daredevil – A fenegyerek és A fülke - Justin Guarini – Strandszerelem - Jake Gyllenhaal – Jóravaló feleség - Derek Luke – Antwone Fisher története - Mos Def – Hip-hop szerelem | - Hilary Duff – Csáó, Lizzie! - Monica Bellucci – A Nap könnyei és Mátrix – Újratöltve - Kelly Clarkson – Strandszerelem - Eve – Birkanyírás - Jennifer Garner – Daredevil – A fenegyerek - Beyoncé Knowles – Austin Powers – Aranyszerszám - Queen Latifah – Chicago és Több a sokknál - Nia Vardalos – Bazi nagy görög lagzi                                                                                                |
| Leghisztisebb karakter | Legjobb kémia filmben |
| - Adam Sandler – Ki nevel a végén? - Sandra Bullock – Két hét múlva örökké - Michael Constantine – Bazi nagy görög lagzi - Kate Hudson – Hogyan veszítsünk el egy pasit 10 nap alatt? - Ashton Kutcher – Szakítópróba - Lucy Liu – Chicago - Steve Martin – Több a sokknál - Jack Nicholson – Ki nevel a végén? | - Paul Walker – Halálosabb iramban - Ben Affleck és Jennifer Garner – Daredevil – A fenegyerek - Jim Carrey és Morgan Freeman – A minden6ó - Kelly Clarkson és Justin Guarini – Strandszerelem - Taye Diggs és Sanaa Lathan – Hip-hop szerelem - Anna Paquin és Shawn Ashmore – X-Men 2. - Queen Latifah és Eugene Levy – Több a sokknál - Derek Richardson és Eric Christian Olsen – Dumb és Dumber - Miből lesz a dilibogyó |
| Legjobb csók | Legjobb harc/akciójelenet |
| - Reese Witherspoon és Josh Lucas – Mindenütt nő - Jennifer Aniston és Jake Gyllenhaal – Jóravaló feleség - Leonardo DiCaprio és Cameron Diaz – New York bandái - Taye Diggs és Sanaa Lathan – Hip-hop szerelem - Eminem és Brittany Murphy – 8 mérföld - Kate Hudson és Matthew McConaughey – Hogyan veszítsünk el egy pasit 10 nap alatt? - Ashton Kutcher és Brittany Murphy – Szakítópróba - Jennifer Lopez és Ralph Fiennes – Álmomban már láttalak | - Paul Walker vs. Tyrese – Halálosabb iramban - Ben Affleck vs. Michael Clarke Duncan – Daredevil – A fenegyerek - A Helm-szurdoki csata – A Gyűrűk Ura: A két torony - Vin Diesel vs. Marton Csokas – XXX - Hugh Jackman vs. Kelly Hu – X-Men 2. - Queen Latifah vs. Missi Pyle – Több a sokknál - Keanu Reeves vs. Hugo Weaving – Mátrix – Újratöltve - Fann Wong vs. palotaőrök – Londoni csapás                           |
| Leghazudósabb karakter | Legjobb nyári film |
| - Leonardo DiCaprio – Kapj el, ha tudsz - Jennifer Aniston – Jóravaló feleség - Colin Farrell – A fülke - Kate Hudson – Hogyan veszítsünk el egy pasit 10 nap alatt? - Jennifer Lopez – Álmomban már láttalak - Matthew McConaughey – Hogyan veszítsünk el egy pasit 10 nap alatt? - Rebecca Romijn-Stamos – X-Men 2. - Renée Zellweger – Chicago | - A Karib-tenger kalózai: A Fekete Gyöngy átka - Halálosabb iramban - Bad Boys 2. – Már megint a rosszfiúk - Charlie angyalai: Teljes gázzal - Hulk - A szövetség - Doktor Szöszi 2. - Terminátor 3. – A gépek lázadása |

### Televízió
| Legjobb dráma/akció-kalandsorozat | Legjobb színész dráma/akció-kalandsorozatban |
| --- | --- |
| - Hetedik mennyország - 24 - Alias - American Dreams - Buffy, a vámpírok réme - Dawson és a haverok - Fastlane - Halálos iramban - Smallville | - David Gallagher – Hetedik mennyország - Bill Bellamy – Fastlane - Halálos iramban - Joshua Jackson – Dawson és a haverok - James Marsters – Buffy, a vámpírok réme - Gregory Smith – Everwood - Kiefer Sutherland – 24 - Michael Vartan – Alias - Tom Welling – Smallville              |
| Legjobb színésznő dráma/akció-kalandsorozatban | Legjobb vígjátéksorozat |
| - Sarah Michelle Gellar – Buffy, a vámpírok réme - Jessica Biel – Hetedik mennyország - Jennifer Garner – Alias - Katie Holmes – Dawson és a haverok - Kristin Kreuk – Smallville - Brittany Snow – American Dreams - Tiffani Thiessen – Fastlane - Halálos iramban - Emily VanCamp – Everwood  | - Jóbarátok - Pimaszok, avagy kamaszba nem üt a mennykő - The Bernie Mac Show - Szívek szállodája - Lizzie McGuire - Már megint Malcolm - Dokik - Azok a 70-es évek show |
| Legjobb színész vígjátéksorozatban | Legjobb színésznő vígjátéksorozatban |
| - Ashton Kutcher – Azok a 70-es évek show - Zach Braff – Dokik - Topher Grace – Azok a 70-es évek show - Matt LeBlanc – Jóbarátok - Bernie Mac – The Bernie Mac Show - Frankie Muniz – Már megint Malcolm - Matthew Perry – Jóbarátok - John Ritter – Pimaszok, avagy kamaszba nem üt a mennykő | - Jennifer Aniston – Jóbarátok - Amanda Bynes – Tesóm nyakán - Sarah Chalke – Dokik - Courteney Cox – Jóbarátok - Kaley Cuoco – Pimaszok, avagy kamaszba nem üt a mennykő - Hilary Duff – Lizzie McGuire - Mila Kunis – Azok a 70-es évek show - Wanda Sykes – Wanda at Large             |
| Legjobb randiműsor | Legjobb valóságshow |
| - Dismissed - The 5th Wheel - Blind Date - Change of Heart - EX-treme Dating - Meet My Folks - Shipmates - Taildaters | - American Idol - A nagy Ő - Fear Factor - The Jamie Kennedy Experiment - Milliomosfeleség kerestetik - Punk’d - Survivor - Total Request Live |
| Legjobb férfi valóságshowszereplő | Legjobb női valóságshowszereplő |
| - Ruben Studdard – American Idol - Clay Aiken – American Idol - Andrew Firestone – A nagy Ő - Bob Guiney – The Bachelorette - Evan Mariott – Milliomosfeleség kerestetik - Dax Shepard – Punk’d - Matthew Von Ertfelda – Survivor                                                               | - Kelly Osbourne – The Osbournes - Kimberly Caldwell – American Idol - Trishelle Cannatella – The Real World: Las Vegas - Kimberley Locke – American Idol - Jenna Morasca – Survivor - Trista Rehn – The Bachelorette - Jen Schefft – A nagy Ő - Anna Nicole Smith – The Anna Nicole Show |
| Legjobb műsorvezető | Legszexibb férfi valóságshowszereplő |
| - Ashton Kutcher – Punk’d - Brooke Burns – Dog Eat Dog - Carson Daly – Total Request Live - Joey Fatone – Fame - Paul Hogan – Milliomosfeleség kerestetik - Jeff Probst – Survivor - Joe Rogan – Fear Factor - Ryan Seacrest – American Idol                                                    | - Ashton Kutcher – Punk’d - Andrew Firestone – A nagy Ő - Bob Guiney – The Bachelorette - Evan Mariott – Milliomosfeleség kerestetik |
| Legszexibb női valóságshowszereplő | Legjobb késő esti műsor |
| - Paula Abdul – American Idol - Kimberly Caldwell – American Idol - Kelly Osbourne – The Osbournes - Anna Nicole Smith – The Anna Nicole Show | - Saturday Night Live - The Daily Show with Jon Stewart - Jimmy Kimmel Live! - Last Call with Carson Daly - The Late Late Show with Craig Kilborn - Late Night with Conan O'Brien - David Letterman show - Mad TV                                                                         |
| Legkiemelkedőbb műsor | Legjobb áttörő alakítást nyújtó színész |
| - Pimaszok, avagy kamaszba nem üt a mennykő - American Dreams - Everwood - George Lopez - Less than Perfect - Oliver Beene - Wanda at Large - Tesóm nyakán | - George Stults – Hetedik mennyország - Cedric the Entertainer – Cedric the Entertainer Presents - Wesley Jonathan – Tesóm nyakán - Andrew Lawrence – Oliver Beene - George Lopez – George Lopez - Gregory Smith – Everwood - Mark Valley – Keen Eddie - Michael Vartan – Alias           |
| Legjobb áttörő alakítást nyújtó színésznő | Legjobb tévés személyiség |
| - Kaley Cuoco – Pimaszok, avagy kamaszba nem üt a mennykő - Elisha Cuthbert – 24 - Tamyra Gray – Boston Public - Sienna Miller – Keen Eddie - Ashlee Simpson – Hetedik mennyország - Brittany Snow – American Dreams - Wanda Sykes – Wanda at Large - Aisha Tyler – Jóbarátok                   | - Simon Cowell - Carson Daly - Jimmy Fallon - Jamie Kennedy - Johnny Knoxville - Kelly Osbourne - Quddus - Ryan Seacrest |
| Legjobb segítőtárs | |
| - Wilmer Valderrama – Azok a 70-es évek show - Keiko Agena – Szívek szállodája - Mika Boorem – Dawson és a haverok - Alyson Hannigan – Buffy, a vámpírok réme - Allison Mack – Smallville - Michael Rosenbaum – Smallville - Erik Per Sullivan – Már megint Malcolm - Kevin Weisman – Alias     | |

### Zene
Forrás:
| Legjobb férfi zenész | Legjobb női zenész |
| --- | --- |
| - Eminem - 50 Cent - JC Chasez - Ja Rule - John Mayer - Nelly - Sean Paul - Justin Timberlake | - Kelly Clarkson - Christina Aguilera - Beyoncé Knowles - Missy Elliott - Norah Jones - Avril Lavigne - Jennifer Lopez - Pink |
| Legjobb R&B/Hip-Hop zenész | Legjobb rapper |
| - Jennifer Lopez - B2K - Brandy - Sean Paul - Kelly Rowland - Justin Timberlake - Tyrese - Usher | - Eminem - 50 Cent - Missy Elliott - Ja Rule - Jay-Z - Nas - Nelly - Snoop Dogg |
| Legjobb rockzenész | Legjobb zeneszám |
| - Good Charlotte - 3 Doors Down - Audioslave - Coldplay - Linkin Park - No Doubt - Sum 41 - The White Stripes | - "Sk8er Boi" – Avril Lavigne - "All I Have" – Jennifer Lopez feat. LL Cool J - "Beautiful" – Christina Aguilera - "Bump, Bump, Bump" – B2K feat. P. Diddy - "Cry Me a River" – Justin Timberlake - "In da Club" – 50 Cent - "Underneath It All" – No Doubt feat. Lady Saw - "Work It" – Missy Elliott                |
| Legjobb album | Legjobb R&B/Hip-Hopszám |
| - The Young & the Hopeless – Good Charlotte - Any Given Thursday – John Mayer - The Eminem Show – Eminem - Get Rich or Die Tryin’ – 50 Cent - Justified – Justin Timberlake - Let Go – Avril Lavigne - Stripped – Christina Aguilera - This Is Me… Then – Jennifer Lopez | - "Like I Love You" – Justin Timberlake - "4 Ever" – Lil' Mo feat. Fabolous - "How You Gonna Act Like That" – Tyrese - "No Letting Go" – Wayne Wonder - "Put That Woman First" – Jaheim - "Rock wit U (Awww Baby)" – Ashanti - "Snake" – R. Kelly feat. Big Tigger - "So Gone – Monica                                |
| Legjobb rapszám | Legjobb rockszám |
| - "In da Club" – 50 Cent - "21 Questions" – 50 Cent feat. Nate Dogg - "Beautiful" – Snoop Dogg feat. Pharrell, Charlie Wilson - "Can't Let You Go" – Fabolous feat. Mike Shorey, Lil' Mo - "Excuse Me Miss" – Jay Z - "Get Busy" – Sean Paul - "I Can" – Nas - "I Know What You Want" – Busta Rhymes, Mariah Carey feat. Flipmode Squad                                                   | - "Bring Me to Life" – Evanescence - "Headstrong" – Trapt - "Like a Stone" – Audioslave - "Price to Play" – Staind - "Send the Pain Below" – Chevelle - "Seven Nation Army" – The White Stripes - "Somewhere I Belong" – Linkin Park - "Times Like These" – Foo Fighters                                              |
| Legjobb szerelmes szám | Legkiemelkedőbb zenész |
| - "Crazy in Love" – Beyoncé Knowles feat. Jay-Z - "Come Away with Me" – Norah Jones - "I'm Glad" – Jennifer Lopez - "I'm With You" – Avril Lavigne - "A Moment Like This" – Kelly Clarkson - "Picture" – Kid Rock feat. Sheryl Crow - "Pretty Baby" – Vanessa Carlton - "Running" – No Doubt                                                                                              | - 50 Cent - Beyoncé Knowles - Kelly Clarkson - Norah Jones - John Mayer - Sean Paul - Lisa Marie Presley - Justin Timberlake |
| Legjobb kollaboráció | Legjobb nyári szám |
| - "21 Questions" – 50 Cent feat. Nate Dogg - "'03 Bonnie & Clyde" – Jay Z feat. Beyoncé Knowles - "All I Have" – Jennifer Lopez feat. LL Cool J - "Cry Me a River" – Justin Timberlake feat. Timbaland - "Dilemma" – Nelly feat. Kelly Rowland - "Dirrty" – Christina Aguilera feat. Redman - "The Game of Love" – Santana feat. Michelle Branch - "Picture" – Kid Rock feat. Sheryl Crow | - "Crazy in Love" – Beyoncé Knowles feat. Jay Z - "21 Questions" – 50 Cent feat. Nate Dogg - "Bring Me to Life" – Evanescence - "Get Busy" – Sean Paul - "Right Thurr" – Chingy - "Rock wit U (Awww Baby)" – Ashanti - "Shake Ya Tailfeather" – Nelly, Diddy, Murphy Lee - "Where Is the Love?" – The Black Eyed Peas |

### Egyéb
Forrás:
| Legszexibb férfi | Legszexibb nő |
| --- | --- |
| - Ashton Kutcher - Colin Farrell - Josh Hartnett - Oliver Hudson - Brad Pitt - Justin Timberlake - Usher - Tom Welling                                                                                  | - - Beyoncé Knowles - Jessica Alba - Amanda Bynes - Hilary Duff - Jennifer Garner - Jennifer Lopez - Britney Spears - Gwen Stefani |
| Legjobb crossoverező | Legjobb humorista |
| - Mandy Moore - Kelly Clarkson - Eminem - Eve - Jennifer Love Hewitt - Beyoncé Knowles - Jennifer Lopez - Tyrese                                                                                        | - Jim Carrey - Jimmy Fallon - Jamie Kennedy - Bernie Mac - Mike Myers - Chris Rock - Adam Sandler - Wanda Sykes                    |
| Legjobb férfi atléta | Legjobb női atléta |
| - Kobe Bryant - Dale Earnhardt Jr. - Tony Hawk - Derek Jeter - Danny Kass - Shaquille O’Neal - Andy Roddick - Kelly Slater                                                                              | - Serena Williams - Jennifer Capriati - Kelly Clark - Mia Hamm - Anna Kournikova - Michelle Kwan - Mary Osborne - Venus Williams   |
| Legjobb férfi divatikon | Legjobb női divatikon |
| - Ryan Seacrest - Sean "P. Diddy" Combs - Common - Colin Farrell - Enrique Iglesias - Lenny Kravitz - Justin Timberlake - Usher                                                                         | - Jennifer Lopez - Halle Berry - Mary J. Blige - Beyoncé Knowles - Avril Lavigne - Kelly Osbourne - Britney Spears - Gwen Stefani  |
| Legjobb videojáték | |
| - Grand Theft Auto: Vice City - Def Jam Vendetta - Enter the Matrix - The Legend of Zelda: The Wind Waker - Madden NFL 2003 - NBA Street Vol. 2 - Tom Clancy’s Splinter Cell - Tony Hawk's Pro Skater 4 | |

## Műsorvezetők
A gálán az alábbi műsorvezetők működtek közre:
- Jessica Alba
- Alexis Bledel
- Amanda Bynes
- Daveigh Chase
- JC Chasez
- Kaley Cuoco
- Jamie Lee Curtis
- Amy Davidson
- Dakota Fanning
- Justin Guarini
- Dwayne "The Rock" Johnson
- Nick Lachey
- Lil' Romeo
- Tara Lipinski
- Lindsay Lohan
- Alyssa Milano
- Brittany Murphy
- Jared Padalecki
- Queen Latifah
- Raven-Symoné
- John Ritter
- Ashlee Simpson
- Jessica Simpson
- Brittany Snow
- Martin Spanjers
- Britney Spears
- Wilmer Valderrama
- Emily VanCamp
- Alexa Vega
- Milo Ventimiglia

## Fordítás
- Ez a szócikk részben vagy egészben  a(z)   2003 Teen Choice Awards című angol Wikipédia-szócikk fordításán alapul.  Az eredeti cikk szerkesztőit annak laptörténete sorolja fel. Ez a jelzés csupán a megfogalmazás eredetét és a szerzői jogokat jelzi, nem szolgál a cikkben szereplő információk forrásmegjelöléseként.